# Giuseppe Thaon di Revel

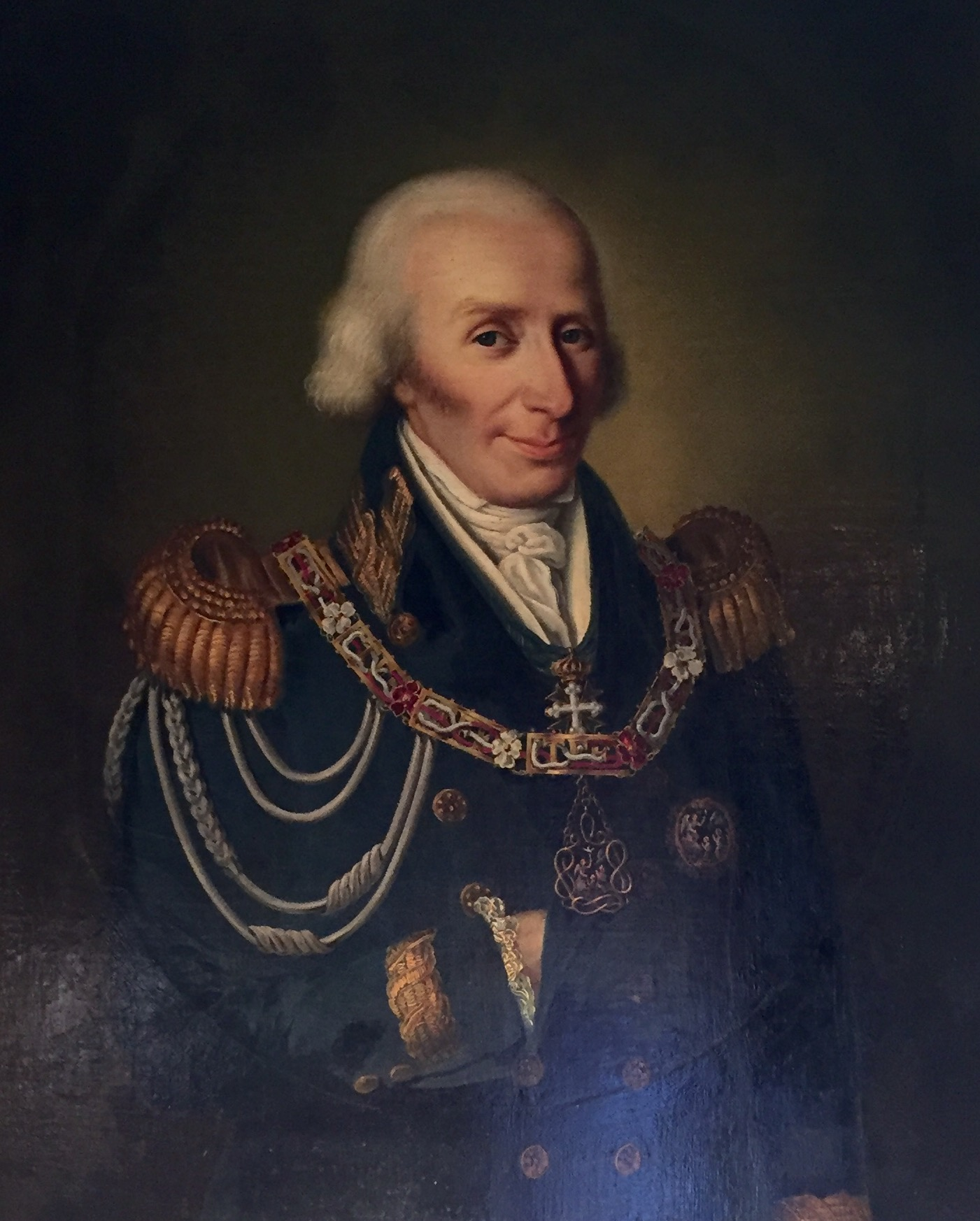
Giuseppe Alessandro Thaon von Revel Marquise – Erster Kommandant der Carabinieri-Truppe

Giuseppe Alessandro Thaon, marchese di Revel, conte di Sant’Andrea (auch Joseph-Alexandre Thaon de Revel, * 8. Oktober 1756 in Nizza; † 28. Juli 1820 in Turin) war ein General des Königreiches Sardinien-Piemont.

## Leben
Giuseppe Thaon di Revel di Sant’Andrea stammte aus einer alten Adelsfamilie aus der Grafschaft Nizza, die damals noch zu Sardinien-Piemont gehörte. 1772 wurde er Offizier im Milizregiment Nizza, ab 1775 diente er in einem Pionierverband (Legione Accampamenti), dann im Milizregiment Susa. Von 1794 bis 1796 nahm er als Oberst und Regimentskommandeur an den Kämpfen gegen Französische Revolutionstruppen teil. 1797 war er als Brigadier Militärbefehlshaber von Turin, ab 1803 als Generalmajor dann Befehlshaber von Cagliari auf Sardinien, wohin sich die Savoyer nach der napoleonischen Besetzung der Festlandbesitzungen zurückgezogen hatten. 1808 wurde Giuseppe Thaon di Revel Gouverneur von Sassari, 1814 dann als Generalleutnant Gouverneur von Turin. Am 3. August 1814 ernannte ihn der König zum ersten kommandierenden General der neuen Carabinieri-Truppe. Am 23. Dezember gab er diesen Posten an den Admiral und General Giorgio Des Geneys ab und wurde Generalinspekteur der piemontesischen Armee.
Sowohl Thaon di Revel als auch Des Geneys waren Leiter einer Ministerialabteilung, der die Carabinieri unterstanden. Aus diesem Grund werden sie als erste Generalkommandanten der Carabinieri betrachtet, obwohl die tatsächliche Führung der noch recht kleinen Truppe zunächst bei dem Oberst Provana di Bussolino lag. 1815 wurden die Ministerialabteilung und das Carabinieri-Kommando fusioniert, weswegen die folgenden Kommandanten bis 1822 den Dienstgrad Oberst hatten. Bis 1867 standen Generalmajore an der Spitze der Carabinieri, dann Generalleutnante.
General Giuseppe Thaon di Revel schuf die organisatorischen Grundlagen für den Aufbau der Carabinieri. Sie waren zunächst in sechs Abteilungen oder Regionalkommandos („Divisionen“) gegliedert: Turin, Cuneo, Alessandria, Nizza, Novara und Savona, 1815 kam noch das Kommando in Genua dazu. Die auf Sardinien mit Sicherungs- und Polizeiaufgaben beauftragten Dragoni di Sardegna wurden erst einige Jahre später von den Carabinieri übernommen.